# Ley del Habeas Corpus
El Habeas Corpus de 1679 es una ley promulgada por el Parlamento de Inglaterra (Capítulo: 31, sección: 2. Art: 2) durante el reinado de Carlos II. Una ley comienza como un borrador, es decir, un Proyecto de Ley, que después aprueban las instituciones legislativas pertinentes, por lo general, un parlamento o un consejo legislativo.
Esta ley en concreto fue aprobada por el Parlamento Habeas Corpus, de breve duración histórica, para definir y reforzar la antigua orden del habeas corpus. Esta permitía comprobar que un arresto era legal, previniendo así la encarcelación arbitraria.

## Orígenes y evolución
A pesar de que se alude a esta ley como el origen del habeas corpus, este ya existía desde hacía cinco siglos. Sus orígenes se remontan al Assize de Clarendon, ley aprobada por Enrique II en el castillo de Clarendon en 1166 y que comenzó una gran transformación del sistema judicial inglés.
Posteriormente, este derecho fue registrado por primera vez en la Carta Magna de 1215, cuyo artículo 39 recoge (traducido del latín): “Ningún hombre libre será aprisionado, arrestado, despojado de sus tierras, exiliado o perjudicado, no se le perseguirá ni se enviará a nadie para perseguirlo, solo habrá de someterse al juicio de sus iguales o la ley del territorio”.
La ley Habeas Corpus de 1679 se elaboró después de la ley homónima de 1640, que establecía que ni una orden del Rey ni de su Consejo Privado servían como respuesta a una solicitud de habeas corpus. Las siguientes leyes fueron aprobadas en 1803, 1804, 1816 y 1862 por el Parlamento, pero fue la de 1679 la que pasó a ser una de las más importantes en la historia constitucional inglesa. Aunque fue enmendada, sigue manteniéndose hoy en día en el corpus legislativo británico.

## Contenido
Siguiendo una distinción judicial actualmente obsoleta, al procesar cargos criminales que no fuesen traición o delitos graves, la ley otorgaba a los detenidos (o a terceras personas que se presentasen en su nombre) el derecho a impugnar su detención. Esto se conseguía solicitando una revisión del arresto al jefe del sistema judicial, el lord canciller, o a otras autoridades judiciales como el Tribunal del Rey (Justices of the King’s Bench) o los Jueces de Exchequer (Barons of Exchequer).
De acuerdo a la ley, los carceleros debían presentar a los presos ante las autoridades cumpliendo ciertas condiciones temporales y geográficas. Entre estas, los vigilantes tenían prohibido el traslado de los reclusos de una cárcel a otra o fuera del país para evitar el incumplimiento de la norma. En caso de desobediencia, serían castigados con multas que tendrían que pagarle al propio detenido,

## Historia parlamentaria
La ley se creó porque el primer conde de Shaftesbury, Anthony Ashley Cooper, animó a sus conocidos en la Cámara de los Comunes a presentar un Proyecto de Ley que después se aprobó y llevó a la Cámara de los Lores. El conde fue el principal líder del movimiento exclusionista, que pretendía excluir de la sucesión al hermano de Carlos II, Jacobo, Duque de York. De esta forma, el proyecto fue parte de la lucha contra el ascenso al trono de Jacobo, ya que los exclusionistas consideraban que gobernaría arbitrariamente.
Sin embargo, la Cámara de los Lores añadió lo que se conoce como wrecking amendments, enmiendas sin sentido cuyo objetivo era hacer que el Proyecto de Ley fuese inservible, para que el resto de los miembros votasen en contra. A pesar de esto, la Cámara de los Comunes no tenía otra opción que aprobar el Proyecto aún con las modificaciones, al escuchar que el Rey iba a finalizar la sesión parlamentaria.
Una anécdota famosa, aunque probablemente falsa, sostiene que la ley sólo se aprobó porque los votos a favor se contaron de forma errónea a modo de broma. Esto pudo deberse a que, cuando un parlamento vota una legislación, cada parte que se posiciona a favor o en contra elige a dos escrutadores. Estos se sitúan a cada lado de la puerta por la que aquellos lores que votan “sí” (ayes) vuelven a entrar en la cámara, mientras que los que votan “no” (nays) permanecen sentados. Este método de votación se conoce como división de la asamblea. Sobre el recuento de la Ley Habeas Corpus, el historiador Gilbert Burnet comentó:
Lord Grey y lord Norris fueron nombrados escrutadores: Norris, siendo un hombre que sufría de “vapores” [enfermedad mental], no estaba completamente atento a lo que estaba haciendo, por lo que, cuando un lord especialmente corpulento entró en la cámara, lord Grey, intentando burlarse de su compañero, lo registró como diez votos. Como lord Norris no se había dado cuenta, lord Grey decidió mantener el cálculo incorrecto. De esta forma, informaron que la mayoría estaba a favor del Proyecto de Ley, cuando en realidad, ocurría lo contrario.
Según la historiadora Helen Nutting, este cálculo erróneo es “bastante improbable”. Aun así, los que le dan crédito a esta versión aportan como prueba la discrepancia entre los votos totales y el número de asistentes recogidos en el Acta Parlamentaria: el funcionario registró 57 votos afirmativos y 55 negativos, resultando en un total de 112, mientras que sólo 107 lores acudieron a la sesión. 
No obstante, normalmente, el recuento de asistentes en las Actas era impreciso, y a ese cálculo final le faltaban cinco votos y no diez, lo que quita veracidad a las palabras de Burnet. Según Nutting, si el recuento fuese realmente incorrecto, Jacobo “se habría aprovechado del error para derogar la ley”, ya que estaba en contra. La historiadora también comenta que Carlos II la aprobó en 1679 porque “ya no era considerada polémica”. Actualmente, la Ley Habeas Corpus de 1679 se conserva en los Archivos Parlamentarios del Reino Unido.